# Rutilus caspicus

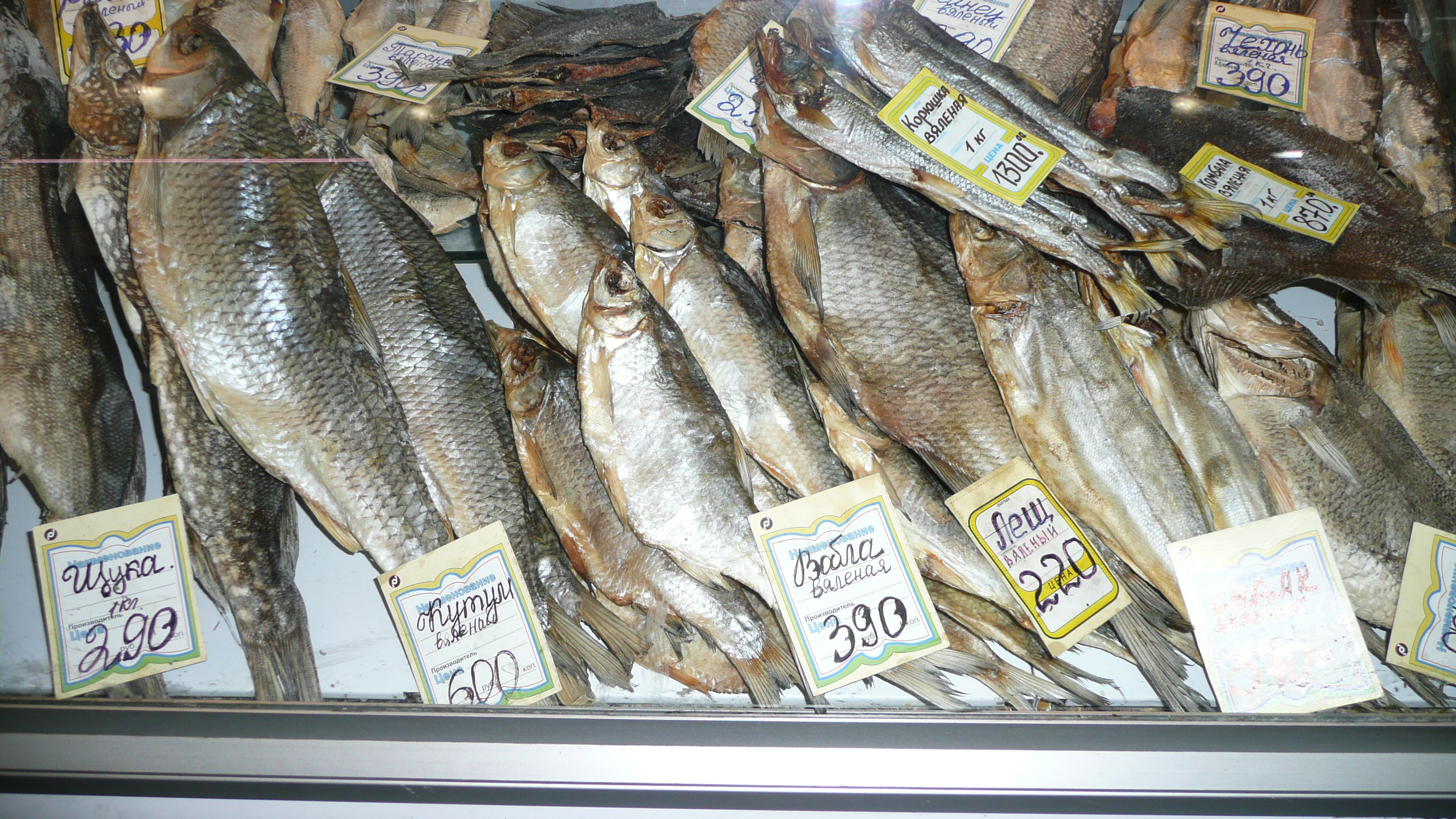
Esemplari in vendita su un mercato russo.

Rutilus caspicus, noto internazionalmente con il nome russo vobla,  è un pesce osseo d'acqua dolce della famiglia Cyprinidae.

## Distribuzione e habitat
Questa specie ha un comportamento definito come semi-anadromo. Passa gran parte della sua vita nel mar Caspio, di cui è endemico ma risale i grandi fiumi che vi sfociano in occasione della riproduzione. I fiumi di solito non vengono risaliti per un tratto molto lungo, spesso non oltrepassano il delta. I fiumi che ospitano le migrazioni più consistenti sono il Volga, l'Ural, l'Emba, il Terek e il Kura.
In mare vive nelle aree a scarsa salinità, in acque costiere a bassissima profondità.

## Descrizione
L'aspetto di questo pesce è molto simile a quello del Rutilus rutilus, specie ittica d'acqua dolce diffusissima nell'Europa centrosettentrionale e orientale, ma ha iride grigia e non rossa e pinne grigiastre o leggermente rosee ma mai rosso vivo come nell'altra specie. Il muso è più arrotondato.
Misura al massimo 45 cm per 2 kg di peso.

## Biologia
Vive fino a 10 anni.

### Alimentazione
I giovanili in acqua dolce si cibano di zooplancton mentre in mare consumano anche piccoli invertebrati bentonici e materiale vegetale. Gli adulti sono esclusivamente carnivori e si nutrono di invertebrati bentonici.

### Riproduzione
La migrazione avviene agli inizi della primavera, con lo scioglimento dei ghiacci. La deposizione avviene soprattutto in zone palustri inondate dal fiume, a breve distanza dal mare. In estate i nuovi nati tornano al mare.

### Tassonomia
A lungo è stato considerato una sottospecie di R. rutilus (Rutilus rutilus caspicus).

## Conservazione
Sebbene le popolazioni abbiano mostrato una certa flessione a causa della sovrapesca questa specie è ancora abbondante e presente in un ampio areale.

## Pesca
Questa specie riveste un'importanza notevole per la pesca commerciale delle regioni rivierasche del mar Caspio. In Unione Sovietica negli anni trenta ne venivano catturati oltre 900.000 quintali all'anno.